# Nicolaus Báthory

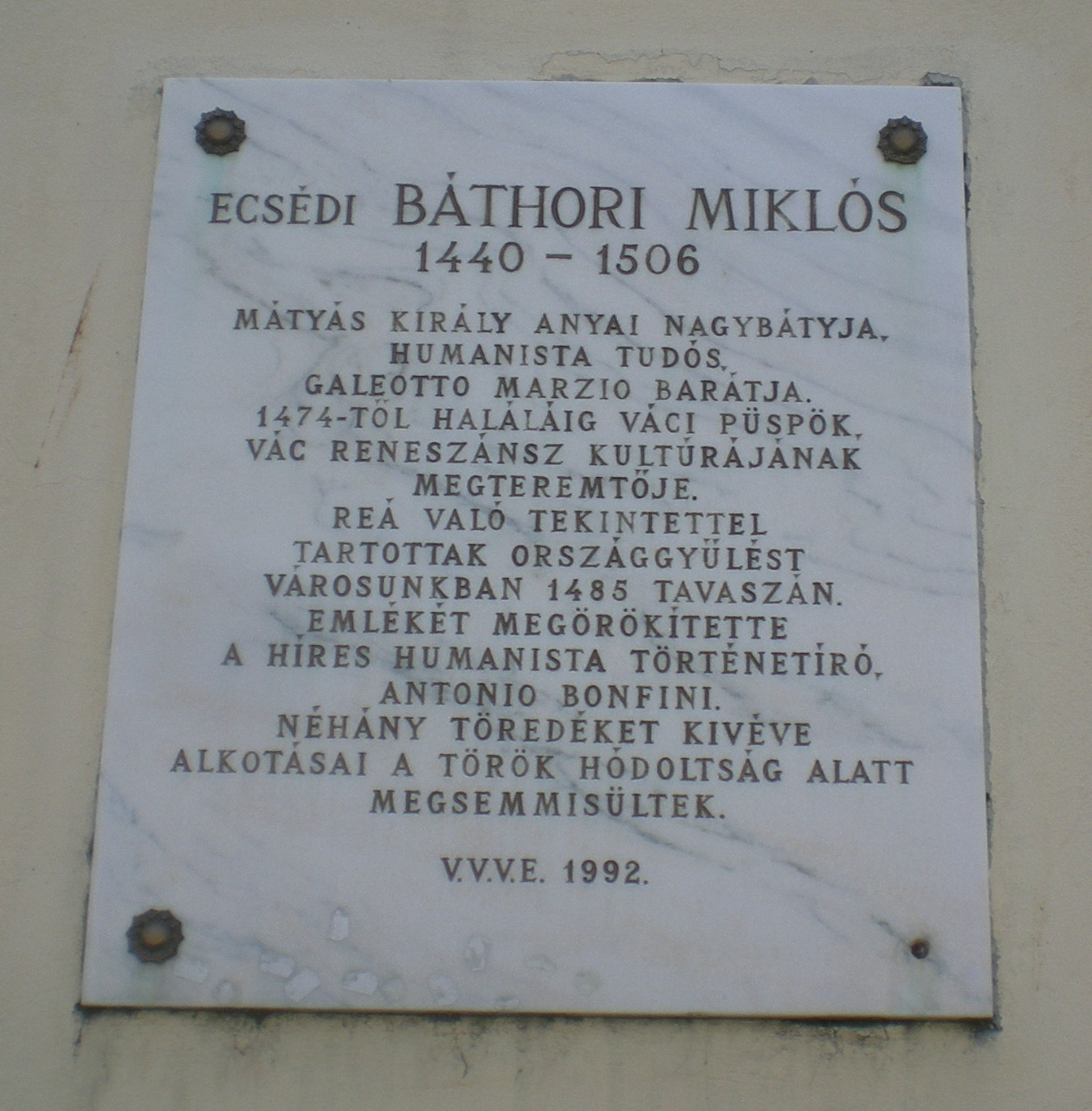
Grabstein

Nicolaus Báthory (ungarisch Miklós Báthory, * um 1435; † 1506) war ein ungarischer Bischof und Schriftsteller.
Báthory war der Sohn von Stephen III Báthory, einem ungarischen Adeligen und General.
Er studierte in Bologna bei dem bekannten Historiker und Humanisten Galeotto Marzio, der auch Chronist am Hof von Matthias Corvinus war.
Am 22. April 1474 wurde er Bischof von Vác ernannt. Unter dem Eindruck seiner Studienjahre in Italien ließ er die Burgen in Vác und Nógrád im Renaissancestil ausbauen.
Er führte einen regen Briefwechsel mit Marsilio Ficino und anderen bedeutenden italienischen Humanisten.